# Hussein Salem
Hussein Salem (en árabe: حسين سالم‎), (Helwan, 11 de noviembre de 1933-Madrid, 13 de agosto de 2019) fue un hombre de negocios egipcio, copropietario de la Compañía de Gas de Oriente Mediterráneo (EMG), y aliado y asesor del expresidente Hosni Mubarak. También es el presidente y CEO de HKS Group, una compañía de hospitalidad que opera Maritim Jolie Ville Resort en Sharm El Sheikh. Ha sido descrito como "uno de los empresarios más reservados en Egipto", un magnate, y confidente de Mubarak.
Salem huyó a Egipto durante la revolución egipcia de 2011 el 3 de febrero. La Policía internacional  (Interpol) emitió una orden para su arresto en mayo de 2011. Fue detenido más tarde en su casa de La Moraleja, Madrid, España  el 14 de junio. Salem se encontraba bajo investigación por corrupción, por cargos de sobornar a Mubarak y su familia para tener un monopolio sobre la venta de gas a Israel, y de derroche de fondos públicos mediante la venta de gas natural egipcio a Israel a por debajo de los precios del mercado. Su Juicio en Egipto comenzó el 3 de agosto de 2011.

## Primeros años
Salem nació el 11 de noviembre de 1933 en el barrio de Khalifa, distrito de Muqattam, en El Cairo. Sin embargo, los registros de la autoridad egipcia de Control administrativo indican que nació en el suburbio de Helwan  de El Cairo, aunque  al-Ahram Weekly  señala que la ubicación de este última fue realmente lugar de nacimiento del padre de Salem. Su padre, Kamal el-Din, trabajó como maestro de escuela, pero murió de fiebre tifoidea durante la infancia de Salem. Después, su familia se mudó a un apartamento en la zona de Korba del distrito de Heliópolis de El Cairo.
Su madre, Hosnia Tabozoda (que era de origen turco ) encontró grandes dificultades para proporcionar a sus hijos con la pensión de su difunto esposo, obligando a Salem, el mayor de sus dos hermanos para convertirse en el principal proveedor de la familia. También tuvo cinco hermanastros de primera esposa de su padre (Hosnia fue su segunda esposa), pero no era responsable de ellos, la mayoría de los cuales eran mayores que Salem. Aunque no ha sido probado, supuestamente tiene orígenes beduinos  . Algunas fuentes dicen que esto fue un rumor que Salem supuestamente extendió a fin de ayudarle a asegurar futuros negocios con las tribus beduinas del sur de la península del Sinaí. Fue la única relación conocida que Salem había con los beduinos a través del matrimonio; se casó con su medio hermana Samiha en la tribu Abaydah de Ismailia y Sinaí.
Durante su infancia, Salem sufrió una lesión ocular, y quedó exento de entrar en el servicio militar obligatorio. Se graduó de la escuela secundaria público de Heliópolis, pero tuvo que repetir su año sénior. En 1956, se graduó de la Facultad de comercio de la Universidad de El Cairo. Poco después de recibir su grado, uno de los parientes de Salem aseguró un trabajo para él como oficinista en el fondo de apoyo de textiles que entonces Presidente Gamal Abdel Nasser había establecido para aliviar las altas tasas de desempleo, especialmente entre los jóvenes. Más tarde, en 1956, Nasser nacionalizó la Compañía del Canal de Suez, provocando una agresión tripartita en Egipto por el Reino Unido, Francia  e Israel. Aunque Salem favoreció la apertura de los mercados, no ha habido ninguna indicación de que se opuso a la nacionalización del canal, aunque él estaba resentida por decisión de Nasser para nacionalizar los fondos de los principales capitalistas en Egipto en 1961.
En 1959, se casó con Nazimah Abdel Magid Ismail y la pareja se mudó a un apartamento de tres dormitorios en el campo de Golf de Heliópolis. El alquiler mensual fue nueve libras (salario mensual de Salem fue 18 libras). Primer hijo de la pareja, Khaled, nació en 1961, seguido por el nacimiento de su hija, Magda, dos años más tarde. De acuerdo con uno de sus vecinos en el momento, Salem no era propietario de un automóvil o muchos lujos durante la mayor parte de la década de 1960 y 1970. Khaled fue matriculado en Saint George, una escuela privada británica en Heliópolis, una educación que Salem tuvo que suelen pedir prestado dinero para pagar.

## Carrera

### Era Gamel Abdel Nasser

#### Inteligencia egipcia en Bagdad
Durante la década de 1960 Salem había consiguió un trabajo como el director de la sucursal de la empresa árabe para comercio exterior en Casablanca, Marruecos  , que pagó 43 libras al mes. Un ex CEO de la compañía, que supuestamente era un frente para los Servicios de inteligencia egipcio— recuerda Salem como un empleado muy privado que viajó al extranjero con frecuencia. El Director General considera que Salem estaba supervisando transacciones de armas para ayudar a las luchas nacionalistas contra el colonialismo europeo en África del Norte, en consonancia con la política exterior de Nasser en el momento.
En Casablanca Salem trabó amistad con Amin Howeidi, quien sirvió como embajador de Egipto en Marruecos en el momento. Ese mismo año, 1963, Howeidi fue nombrado a embajador en Irak  y Salem trajo consigo para servir como director de sucursal de la empresa árabe en Bagdad. Salem comenzó a cultivar las relaciones con el personal de alto rango de la Embajada de Egipto en Irak, particularmente de Amin Yousri la Embajada prensa-agregado y segundo Secretario de Ibrahim Yousri la Embajada. Editor de  Al-Ahram Weekly  Karem Yehia afirma que el Yousris reclamar Salem era una persona "agradable", pero no "intelectualmente sofisticadas." Howeidi mentor Salem en política internacional al inscribirse en grupos de estudio Howeidi particularmente después fue nombrado por el entonces Presidente Gamal Abdel Nasser al puesto de Director de inteligencia en 1967 tras la derrota de Egipto en la guerra de los Seis Días con Israel.
Según Ibrahim Yousri, Salem ganó confianza de Howeidi principalmente porque fue capaz de suministrar periódicamente Howeidi información útil debido a sus conexiones con los círculos de negocios en Irak que de lo contrario habría sido difícil de alcanzar a través de la Embajada de Egipto. Amin Yousri afirma que Salem cultivó buenas relaciones con otros empleados de la Embajada egipcia, ayudándoles a comprar vehículos de marca Mercedes a bajas tasas de interés ofrecidas por el Banco Central iraquí . A pesar de su relativo éxito en Bagdad, Salem no encontró su trabajo allí particularmente satisfactorio y solicitó a Howeidi varias veces que lo trasladaran a Europa, donde dijo que tenía "amigos" que podrían ayudarlo a iniciar un negocio privado.. En su lugar, Salem fue enviado en misión de embajador a los Estados árabes del Golfo. Allí logró establecer sus propias redes personales que más tarde sería útiles durante sus futuros negocios en esos Estados.
Las relaciones entre Howeidi y Salem se deterioraron tras la muerte de Nasser en 1970 y la sucesión de Anwar el-Sadat a la Presidencia después. Howeidi, un ferviente partidario y símbolo Socialista de Nasser  y luchas nacionalistas , fue encarcelado por Sadat en 1971; Salem, desinteresado de los ideales de Nasser posteriormente había abandonado  a Howeidi, no le visitó en la cárcel e ignoró las llamadas telefónicas de su esposa. No obstante, Salem perdió su trabajo en la dirección de inteligencia junto con sus beneficios. Su medio hermano, Abdel Hamid, más tarde logró asegurarle a Salem un trabajo en Nasr Import and Export Company ese mismo año mediante una petición a un alto funcionario de la administración de Sadat.

### Época de Anwar el-Sadat

#### Negocios en Abu Dhabi
Descontento en la pérdida del prestigio y beneficios de su trabajo de inteligencia, Salem decidió trasladarse a Abu Dhabi, Emiratos Árabes Unidos (EAU) en 1972, donde se convirtió en el CEO de la compañía de comercio de Emiratos Árabes, un importador de alimentos para los Emiratos Árabes Unidos. Fue establecida allí por el anterior ministro de Economía egipcia  Hassan Abbas Zaki, un asesor económico del Presidente de los EAU, el Jeque Zayed, en el momento. Utilizando su posición, entre 1972 y 1977 Salem había desarrollado relaciones comerciales amplias en varios países occidentales, así como India  y Pakistán. A través de estos contactos, obtuvo una considerable riqueza y comenzó a transferir grandes cantidades de dinero en efectivo a Suiza  , donde compró un número de Hoteles.
A partir de 1977 la situación financiera de Saled comenzó a mejorar considerablemente. Tras la visita del entonces presidente egipcio  Anwar el-Sadat de visita a Israel el 19 de noviembre de 1977, las relaciones de Emiratos Árabes Unidos se deterioraron con Egipto. Salem logró mantener buenas relaciones con los funcionarios sauditas, pero dejó, no obstante, los Emiratos Árabes Unidos aquel mismo año. La principal razón detrás  de la salida de Salem no estaba vinculada a la situación política entre los dos países, sin embargo. En cambio, se dijo que fue expulsado por algunas familias de negocios emiratíes que afirmaban que las operaciones de Salem los perjudicaban financieramente.. Según Yehia, algunas fuentes dicen que Salem huyeron horas antes de la sede de su empresa fueron atacada por los funcionarios de la auditorías mientras que otras fuentes afirman que realmente fue arrestado y pasó varios días en una cárcel emiratí. Sayed Ali al-Sharfaa, el director del jefe de Estado real en el momento, dijo que Salem no fue acusado de un delito y posteriormente fue perdonado por el Jeque Zayed. También negó rumores de que Salem había acumulado 20 millones de dólares en Abu Dhabi, afirmando que "estas son exageraciones... No teníamos nadie en los Emiratos que tuviesen más de un millón Dírhams en ese momento." Por el contrario, Amin Yousri afirmó que Salem le ha informado directamente que adquirió 200 millones de dólares en los Emiratos Árabes Unidos, que fue transferido a sus cuentas en bancos suizos. Él más tarde trasladaría la mitad de su dinero a  España, según Yousri, donde obtuvo la ciudadanía española y compró una mansión en Mallorca.

#### Vuelta a Egipto y traslado a WashingtonD.C.
Salem regresó a Egipto después de sus negocios en los Emiratos Árabes Unidos. Además de su pasado histórico con el Gobierno egipcio, había establecido relaciones con figuras muy influyentes en Egipto por nombrar a sus hijos o familiares a posiciones en su empresa en los Emiratos Árabes Unidos. A fines de 1977, poco después de llegar a Egipto, conoció a Hosni Mubarak quien Sadat había nombrado Vicepresidente en 1975. Fue solo en 1977 que las cosas comenzaron a tomar forma para Salem. Después de regresar a Egipto de una asignación de corta en los Emiratos Árabes Unidos, se trasladó con su familia desde su apartamento de la zona de Golf en una nueva unidad en un edificio de apartamentos que se construyó en la zona de Saba Emarat de Heliópolis. Durante dos años Salem vivió en su viejo apartamento en barrio Heliópolis de el Cairo. Aunque era un millonario por aquel entonces, tomó un trabajo como empleado del Ministerio de economía, encargado de gestionar acuerdos comerciales. Al parecer mantuvo sus negocios privados mientras trabajaba en el Gobierno. En 1979, el primer ministro Mustafa Khalil le nombró ministro encargado de comercio en la Embajada egipcia en Washington D. C.
Ese mismo año, Salem fue CEO de la egipcia estadounidense transporte Company (ETSCO), establecida en Delaware  con una sucursal en el Cairo. El 9 de octubre de 1982, publicó un artículo del  Washington Post  publicó un artículo que implicaba violaciones cometidas por la empresa con respecto a varios acuerdos de armas tras la firma de los Acuerdos de Camp David en 1979. Las ofertas de armas involucradas utilizando el dinero de los Estados del Golfo Pérsico para financiar los esfuerzos de los muyahidín  contra la ocupación soviética de Afganistán y las dictaduras en América Latina. Kamal Hassan Ali, el ministro egipcio de Relaciones Exteriores en el momento, negó con vehemencia las acusaciones contra ETSCO, calificandolas de "malvadas". Afirmó que el Gobierno egipcio no encontró evidencia de juego sucio por parte de la empresa durante su investigación de años del incidente. Ali llegó a amenazar con demandar a "toda persona que se atreva a manchar su nombre o cualquier otro funcionario egipcio" en tribunales estadounidenses.
ABC News dirigió un documental televisado a principios de marzo de 2011 sobre lo que describió como la corrupción que se originó en los acuerdos de Camp David y la ayuda militar estadounidense a Egipto. La red destacó lo que llamó el papel de Hosni Mubarak, Mounir Thabet (hermano de Suzanne Mubarak) y el difunto mariscal de campo Abu-Ghazalah en las empresas ilegales de ETSCO. Los hombres mencionados recibieron millones de dólares por mantener una operación llenada de comisiones ilegales, sobornos y violaciones de la licitación. Salem pagó  8 millones de dólares de multa al Pentágono en 1984 para resolver el caso. Sin embargo, Amin Yousri descubriría más tarde a través de un memorándum enviado desde la embajada egipcia al Ministerio de Relaciones Exteriores en El Cairo que Salem en realidad pagó al Pentágono una cifra mucho mayor de lo que se anunció públicamente. La nota menciona que los abogados de Salem llegaron a un arreglo de 60 millones de dólares con el Gobierno de Estados Unidos. Un exsocio en ETSCO que también era un agente de la CIA , Edwin Wilson, dijo a ABC que Salem era un "testaferro" de Mubarak. Según empleados anónimos

### Era Hosni Mubarak

#### Inversión en Turismo en Sinaí
Sadat fue asesinado en 1979 y a finales de 1981, fue sucedido por su vicepresidente Hosni Mubarak con el que Salem había amistad y trabajado en años anteriores. En 1987, el sur de la península del Sinaí experimentó un auge en la inversión inmobiliaria, particularmente en Sharm al-Sheikh. Ese año, Salem había encargado la construcción de un gran hotel llamado la Jolie Ville en esa ciudad. Se plantearon sospechas sobre las adquisiciones de Salem de bienes en el Sinaí ya fue especialmente difícil para los locales  adquirir pequeñas parcelas de tierra y Salem tenía poca experiencia en construcción. Funcionarios de alto rango, incluido Abdel Moneim Said, gobernador general del sur del Sinaí , y Hamid Khodeir, miembro del consejo local de la cercana ciudad de el-Tor , afirman que Salem obtuvo contratos por la tierra a lo largo de la costa sur del Sinaí debido a su estrecha amistad con Mubarak y su hijo Gamal . Desde 1987 hasta principios del siglo XXI, Salem había establecido un imperio turístico en el Sinaí y poseía varios hoteles. Las principales expansiones de sus operaciones comerciales en Sinaí incluyeron una sala de conferencias masivas, un campo de golf, una lujosa mezquita para uso personal de Mubarak y numerosos palacios, uno de los cuales vendió a Mubarak. En 1997, Jolie Ville organizó una gran conferencia que patrocinaba la paz en el Medio Oriente relacionada con el conflicto árabe-israelí .
Los beduinos locales que vivían a lo largo de la costa sur del Sinaí criticaron en privado a Salem por ignorar a su comunidad al no construir ningún proyecto en las áreas locales. Los miembros del consejo local de el-Tor se quejaron de que sus operaciones marginaban aún más a los beduinos al no contribuir a su bienestar, lo que aumentaba su sensación de marginación. Abdel-Moneim Said estuvo de acuerdo y afirmó que "Salem no contribuyó con nada que beneficiara a la gente común en la gobernación". En 2002, Said afirmó que después de que el gobierno local construyera un "Paseo" en forma de franja adyacente al hotel Jolie Ville destinado a que los lugareños abrieran negocios, Mubarak ordenó al gobernador que se lo entregara a Salem.

#### Acuerdos sobre el gas entre Egipto e Israel
En 1993, luego de los Acuerdos de Oslo de 1993 entre israelíes y palestinos que Mubarak ayudó a negociar, Israel y Egipto comenzaron a trabajar en un gasoducto para suministrar gas natural al primero y construir una refinería de petróleo en Sinaí, la primera refinería de propiedad privada en el Medio Oriente árabe. Mubarak otorgó licencias a Salem para trabajar en ambos proyectos. Las relaciones de Salem con los círculos empresariales israelíes se remontan a la década de 1970, durante su mandato en la embajada de Washington D. C., incluso cuando los israelíes y los egipcios estaban negociando Camp David. En 1996, Salem vendió la mayoría de sus acciones en la nueva refinería, Midor, y obtuvo una ganancia sustancial. En 2007, vendió la mayoría de sus acciones en East Mediterranean Gas Company , un año antes de que el gasoducto bombeara gas. Según The New York Times , Israel obtuvo el 40% de sus necesidades de gas de las exportaciones de gas egipcio por debajo del precio de mercado. El periódico israelí Yedioth Ahronoth describió a Salem como el "hombre número uno" del proceso de normalización entre los dos estados.

## Revolución y juicio
Tras el derrocamiento de Mubarak durante la revolución del 2011, Salem fue acusado de cargos de corrupción relacionados con el negocio de gas. Un testigo principal de la fiscalía, acusó a Salem de poseer ilegalmente  2 millones de dólares de las ofertas de gas pues poseía el 70% de las acciones de la compañía de Gas del Mediterráneo Oriental durante su creación. El propio contrato egipcios e israelíes es declarado ilegal por infligir una pérdida anual de egipcia de 714 millones de dólares debido a fijar, por debajo del precio de mercado internacional que Israel debería para pagar. Salem se encontraba en España, a la espera de una posible extradición. , falleció en Madrid el 13 de agosto de 2019 antes de que se produjera .